# Baliceaux

Mapa das Granadinas

Baliceaux é uma das ilhas Granadinas, situada entre São Vicente e Grenada.
Faz parte de São Vicente e Granadinas.